# オレノグラフィティ
オレノグラフィティ（1984年12月6日 - ）は、日本の俳優、作曲家。劇団鹿殺しの元劇団員。

## 来歴・人物
兵庫県神戸市出身。甲南大学中退。大学在学中の2004年11月、劇団鹿殺しに加入。第12回公演『百千万』以降、全作品に出演し、2020年3月に劇団を卒業。劇団では音楽制作も担当する。

## 出演作品

### 舞台
2003年 - 2011年
- 劇団珈琲第一回公演『コズミックソードの伝説』（2003年10月）
- 神戸アートビレッジセンタープロデュース・トライアウト『春の惑星』（2004年2月）
- 劇団珈琲第二回公演 『村は夏、全員ハンサム』（2004年5月）
- 劇団鹿殺し第十二回公演『百千万』（2004年11月、2005年6月）
- 絶対王様『宇宙人の新撰組』（2006年3月、作・演出：笹木彰人）
- 黒色綺譚カナリア派『少女灯 〜改訂版ドドメ懐古趣味〜（2006年6月）
- ラドママ・プロデュース『アリスマテリアル』（2008年3月）
- メタリック農家「針」〜チクチクするいばら姫のお話〜（2009年5月）
- *pnish*『マハラジャモード』（2009年10月）
- タニマチ金魚『三日月に揺られて笑う』（2009年12月、2010年2月）
- ラブリーヨーヨー『ぼくたちの失敗』（2010年3月）
- tsumazuki no ishi + オフィスコットーネプロデュース公演『カゲロウの黒犬〜北赤羽サイボーグ事件〜 』（2011年2月）

2012年
- 7DOORS〜青ひげ公の城〜（3月、構成・演出：鈴木勝秀、音楽：SUGIZO）
- PLA PARK2012『暴れん坊銀河鉄道の夜2012』（4月25日）
- 暴れん坊銀河鉄道の夜〜前張り2012〜（5月、福岡公演）
- LYNX Live Dub vol.1 LYNX（2012年6月、構成・演出：鈴木勝秀）
- シャキーラ・コペルハンドロ『釈迦崎博士の思惑』（7月10日・11日 、ひつじ座、作・演出：山岸門人） - 一人芝居
- 劇団鹿殺し ロックオペラ『田舎の侍』（12月）
- ライチ☆光クラブ（12月、紀伊國屋ホール） - ライチ 役

2013年
- 演劇集団キャラメルボックス 『ジャングル・ジャンクション』（7月）
- アヴァンセプロデュース公演『SHINOBU'S BRAIN IN THE SOUP Re:make Weekly1【溺れる金魚】』（8月、作・演出：坂上忍）
- 鈴木勝秀（suzukatz.）-131115『NAKED』（11月、構成・演出：鈴木勝秀）
- ライチ☆光クラブ 再演（12月）

2014年
- OFFICE SHIKA×Cocco『ジルゼの事情』（1月 - 2月、CBGKシブゲキ!! 他）
- 虚構の劇団 第10回公演『グローブ・ジャングル』（6月）
- フォレスト・ガンプ（6月、演出・上演台本：G2） - 演奏も担当。
- 絵本演劇ユニット BOO WHO WOOL第3回公演『こんにちはアンデルセンさん』（7月） - 演奏も担当。
- OFFICE SHIKA PRODUCE『山犬』（8月、座・高円寺1他）
- OFFICE SHIKA×Cocco『ジルゼの事情』再演（9月、サンシャイン劇場 他）

2015年
- 最後のサムライ（3月、天王洲 銀河劇場、演出：イヴァン・キャブネット）
- 月刊「根本宗子」見逃した者達へバー公演『ご無沙汰してます。』（4月）
- 劇団鹿殺し『彼女の起源』（6月、CBGKシブゲキ!!）
- 虚構の劇団 第11回公演『ホーボーズ・ソング HOBO’S SONG 〜スナフキンの手紙Neo〜』（2015年8月 - 9月）
- 月刊「根本宗子」『今、出来る、精一杯。』（10月）

2016年
- スーベニア〜騒音の歌姫〜（2月 - 3月、シアターコクーン 他）
- 怒パンク時代劇『名なしの侍』（7月、サンシャイン劇場 他）
- 嫌われ松子の一生（9月 - 10月、脚本・演出：葛木英、品川プリンスホテル クラブeX ） - 龍洋一 役
- ちび太ン家presents『またまたやってみるのだ!』（10月16日、ウエストエンドスタジオ） - 日替わりゲスト出演
- 劇団鹿殺し 15周年記念第三弾 伝説リバイバル『image-KILL THE KING-』（11月 - 12月、駅前劇場） - 出演の他、音楽制作も担当 
- 一色洋平×須貝英『劇的忘年団2016！』〜演劇人大集合！年忘れトークライブ+α！（12月、しもきた空間リバティ） - クロージング

2017年
- OFFICE SHIKA PRODUCE『親愛ならざる人へ』（3月、座・高円寺1 他） - 末広寿人 役
- 劇団鹿殺し2017本公演〜電車二部作 同時上演〜『電車は血で走る / 無休電車』（6月、本多劇場）
- 超進化ステージデジモンアドベンチャー tri.～8月1日の冒険～（8月、Zeppブルーシアター六本木） - エテモン 役
- OFFICE SHIKA PRODUCE VOL.M『不届者』（9月 - 10月1日、天王洲 銀河劇場 他）
- ミュージカル『HEADS UP！』（12月 - 2018年3月、KAAT神奈川芸術劇場 他） 3月3日大阪17時の回、3月6日東京18時半の回アフタートーク登壇

2018年
- キャラメルボックス『無伴奏ソナタ』（5月 - 6月、サンシャイン劇場 他）
- 劇団鹿殺し ストロングスタイル歌劇『俺の骨をあげる』（8月、大阪ビジネスパーク円形ホール 他） - ホセ 役で出演の他、音楽制作も担当

2019年
- 舞台『山犬』（2月 - 3月、サンシャイン劇場 他）  - 出演の他、音楽制作も担当
- Rock Opera『R&J』（6月・７月、日本青年館ホール ほか）
- 舞台『仮面山荘殺人事件』（9月 - 10月、サンシャイン劇場）
- 劇団鹿殺し 新作本公演『傷だらけのカバディ』（11月 - 12月、あうるすぽっと） - 出演の他、音楽制作も担当

2020年
- モジリ兄とヘミング 第3回公演『蝋老楼～カラフルな残骸～』（2月 - 3月、テアトルBONBON ）
- PAT Company ミュージカル『グッド・イブニング・スクール』（12月、本多劇場） - ミキ 役で出演の他、音楽制作も担当 

2021年
- DULL-COLORED POP 福島三部作 第三部『2011年：語られたがる言葉たち』（2月、KAAT神奈川芸術劇場 大スタジオ）
- NAPPOS PRODUCE 舞台『容疑者Xの献身』（5月・7月、シアター1010 他）
- PAT Company ミュージカル『眠れぬ森のオーバード』（8月、オルタナティブシアター） - ミキ 役で出演の他、音楽制作も担当
- 『バクマン。』THE STAGE（10月、天王洲 銀河劇場 他） - 福田真太 役

2022年
- Punk Fantasy『BOSS CAT』～シャルル・ペロー『長靴をはいた猫』より～（6月、品川プリンスホテル ステラボール） - カラバ侯爵 / 次男 役
- WBB vol.20.5『ギャングアワー』（10月、シアター・アルファ東京）

2023年
- ミュージカル『ファースト・デート』（1月、シアタークリエ）
- 舞台『椿説 三銃士』～One for all, All for one?～（4月 - 5月、ヒューリックホール東京 他） - アトス 役
- 『チェンソーマン』ザ・ステージ（9月 - 10月、天王洲 銀河劇場 他） - サムライソード 役
- わが街、道頓堀 〜OSAKA 1970〜（12月、大阪松竹座）

2024年
- ミュージカル『ナビレラ』（5月 - 6月、シアタークリエ） - ドクチュルの長男 / 会社員 役
- 舞台『劇走江戸鴉〜チャリンコ傾奇組〜』（2024年10月 - 11月、新橋演舞場 他）

2025年
- ハジケ・る ポップコーン一座『テイ・る オブ ナイトメア』〜不思議の国の給仕係〜（3月、I'M A SHOW）

### テレビドラマ
- 『劇団演技者』「カーラヂオが終われば」（2006年8月、フジテレビ） - 仙波 役[42]
- 『占い師 天尽』第九話（2007年3月、中部日本放送）[43]
- 水曜ミステリー9『犯罪科学分析室 電子の標的』（テレビ東京）[44]
- 土曜ドラマ24『昼のセント酒』（テレビ東京）[44]
- 吉祥寺だけが住みたい街ですか? 第7話（2016年11月25日、テレビ東京） - 武士 役[45]
- 大河ドラマ（NHK総合）
  - おんな城主 直虎18話・19話・20話・25話・27話・29話（2017年） - 武田義信 役[44][46]
  - 青天を衝け 35話・36話・37話（2021年） - 沼間守一 役[44][47]

### テレビ番組
- 一期一会 キミにききたい!（2007年10月20日、NHK教育） - イチエさんとして出演[48]
- ゴッドタン（テレビ東京）
  - 「キス我慢選手権」（2011年8月11日）[49]「芸能界ストイック暗記王13」

### 映画
- 市川崑物語 （監督：岩井俊二）
- モテキ （監督：大根仁）
- キッズ・リターン 再会の時 （監督：清水浩、原案：ビートたけし）
- ピース オブ ケイク』（監督：田口トモロヲ）
- Desert Blue 日本語吹き替え版（（声のみの出演）
- 闇金ウシジマくん the Final （監督：山口雅俊）

### イベント
- 劇団鹿殺し 活動15周年記念イベント（2016年12月）[50]

## 音楽・楽曲提供
2008年
- G2プロデュース『A Midsummer Night's Dream』（6月）

2014年
- OFFICE SHIKA×Cocco『ジルゼの事情』（1月）
- 一色洋平×小沢道成『谺は決して吼えない』（9月）
- OFFICE SHIKA×Cocco『ジルゼの事情』再演（9月）
- ぽこぽこクラブ 『世界と戦う準備はできてるか？』（9月）

2015年
- EPOCH MAN『みんなの宅配便』（6月）
- 一色洋平×小沢道成『巣穴で祈る遭難者』（6月）
- 砂岡事務所プロデュース『絵本合法衢』（6月）
- 曇天に笑う（再演）（6月）
- KAKUTAの20周年記念アイドルユニットKKT20＋セカンドシングル「デフォラブ」（6月）
- 舞台『ツチノコの嫁入り』（9月、CBGKシブゲキ!!） - 音楽制作

2016年
- 舞台『曇天に笑う』（5月 - 6月、天王洲 銀河劇場） - 音楽制作
- AUBE GIRL'S STAGE『光射す場所へ歩く君たちへ』（2016年6月）
- ネルケプランニング『嫌われ松子の一生』（9月 - 10月）
- 乃木坂46『墓場、女子高生』（10月）
- KAKUTAの20周年記念アイドルユニットKKT20＋卒業シングル「へきえきのへきれき」（11月）

2017年
- TOU-JYUKAI-DEN-□ （1月 - 2月、全労済ホール / スペース・ゼロ） - 音楽制作
- 舞台『野良女』（4月、シアターサンモール）
- アイドルユニットnuance（ヌュアンス)「byebye」1st mini albumに収録
- 超進化ステージ『デジモンアドベンチャーtri．～8月1日の冒険～』（8月、Zeppブルーシアター六本木）
- ドラマ24『下北沢ダイハード』第10話「悪魔にとり憑かれた女」（9月23日、テレビ東京系） - 楽曲提供：劇中曲「39クラブ」
- ぽこぽこクラブvol.4『ゲシュタルト崩壊』（10月、上野ストアハウス） - メインテーマ作曲
- 舞台『何者』（11月、天王洲 銀河劇場） - 音楽制作
- OFFICE SHIKA REBORN『パレード旅団』（12月、シアターサンモール 他） - 音楽制作

2018年
- EPOCH MAN 新作ひとり芝居『Brand new OZAWA mermaid!』」（5月、APOCシアター） - 楽曲提供
- 家庭教師ヒットマンREBORN! the STAGE （9月、天王洲 銀河劇場 他） - 音楽制作

2019年
- 家庭教師ヒットマンREBORN! the STAGE -vs VARIA part I-（6月）
- EPOCH MAN 新作2人芝居『夢ぞろぞろ』（8月、シアター711） - 音楽制作
- ミュージカル『刀剣乱舞』歌合乱舞狂乱2019 （11月- 2020年1月、長野ビッグハット 他） - 「CONFEITO」作曲編曲
- nuance『botan』「Which's Witch」（12月） - 作詞作曲

2020年
- 家庭教師ヒットマンREBORN! the STAGE -vs VARIA part II-（1月）
  - 隠し弾（SECRET BULLET）（11月、天王洲 銀河劇場 他） - 音楽制作

2021年
- EPOCH MAN『夢ぞろぞろ』（2月、シアター711） - 音楽制作
- 舞台『One Night Butterfly』（8月、よみうりホール） - 音楽制作
- シン る・ひま オリジナ・る ミュージカ・る『明治座で逆風に帆を張・る!!』（12月、明治座） - 音楽制作

2022年
- PLAY/GROUND Creation #3『The Pride』

（7月、赤坂RED/THEATER） - 音楽制作
- 舞台『脳内ポイズンベリー』（8月 - 9月、明治座 他） - 音楽制作
- ZILEMMA THEATER FES THEATER『山笠キックボーダーズ』（12月、シアター風姿花伝） - 音楽制作
- PLAY/GROUND Creation #4『CLOSER』（12月、シアター風姿花伝） - 音楽制作

2023年
- 血は立ったまま眠っている（2月、Space早稲田） - 音楽制作
- PLAY/GROUND Creation #5『Spring Grieving』（5月、サンモールスタジオ） - 音楽制作

2025年
- チョコレート・アンダーグラウンド（6月、東京・大阪・富山） - 音楽
- 森の戦士ボノロン ねこ岳伝説の巻（7–8月、熊本）